# Prusias
Pour les articles homonymes, voir Prusias (homonymie).
Genre
Synonymes
- Ramnes O. Pickard-Cambridge, 1892

Prusias est un genre d'araignées aranéomorphes de la famille des Sparassidae.

## Distribution
Les espèces de ce genre se rencontrent en Amérique du Sud et en Amérique centrale.

## Liste des espèces
Selon World Spider Catalog (version 17.5, 22/01/2017) :
- Prusias brasiliensis Mello-Leitão, 1915
- Prusias lanceolatus Simon, 1897
- Prusias nugalis O. Pickard-Cambridge, 1892
- Prusias semotus (O. Pickard-Cambridge, 1892)

## Publication originale
- O. Pickard-Cambridge, 1892 : Arachnida. Araneida. Biologia Centrali-Americana, Zoology. London, vol. 1, p. 89-104 (texte intégral).